# Nancy Ryan
Nancy J. Ryan, nata Rife (Liberty, 5 settembre 1849 – Liberty, 17 ottobre 1958), secondo il Gerontology Research Group, detenne il titolo mondiale di persona più longeva vivente per 201 giorni, dalla morte della connazionale Anne Marie Carstenson al suo stesso decesso. Il 2 ottobre 2023, l'associazione di ricerca gerontologica LongeviQuest, a seguito di accertamenti, convalidò l'età della statunitense Catherine Waller, la quale, essendo nata nel dicembre 1848 (oltre nove mesi prima della Ryan) ed essendo deceduta nel gennaio 1959 (oltre due mesi dopo la Ryan), sarebbe stata la persona più longeva vivente al posto della stessa Ryan.

## Biografia
Nancy Rife nacque nel 1849. Suo padre morì in giovane età, lasciando sua madre a crescere i figli da sola. Nancy sposò Daniel Ryan, un veterano della guerra civile americana. metodista praticante, si trasferiva spesso con la famiglia in conseguenza dei dettami della sua religione. Nancy e Daniel ebbero due figlie e una figlia, una delle quali assistette la madre durante la vecchiaia di quest'ultima: Nancy Ryan non era autosufficiente anche a causa della cecità, sopraggiunta quando aveva 85 anni.
Il 30 marzo 1958, con la morte della statunitense Anne Marie Carstenson, Nancy Ryan è diventata la persona più anziana del mondo la cui età risulti tuttora verificata dal Guinness dei primati. Morì all'età di 109 anni e 42 giorni; fu sepolta al Boston Cemetery dell'omonima località dell'Indiana. A seguito della sua morte, l'olandese Christina Karnebeek-Backs divenne ufficialmente la persona al mondo più longeva vivente.